# Nemesis the Warlock (fumetto)
Nemesis the Warlock è una serie a fumetti creata da Pat Mills e Kevin O'Neill, appartenente ai filoni della space opera e del umorismo nero, e pubblicata sulla rivista antologica inglese 2000 AD.
La serie ambientata in un futuro distopico narra del cinico stregone alieno Nemesis e delle sue battaglie contro Torquemada, il crudele tiranno dell'impero terrestre intenzionato a sterminare tutte le razze aliene della galassia.